# Polaroid Corporation
A Polaroid Corporation nevű amerikai céget Dr. Edwin Land 1937-ben alapította  abból a célból, hogy olyan kamerát fejlesszen ki, amely azonnal, ott helyben elő is hívja a képet. Polarizált napszemüveget Edwin H. Land készített először, ő találta fel azt a polarizáló anyagot, amit a napszemüveg lencséjére is lehetett alkalmazni.

## Galéria

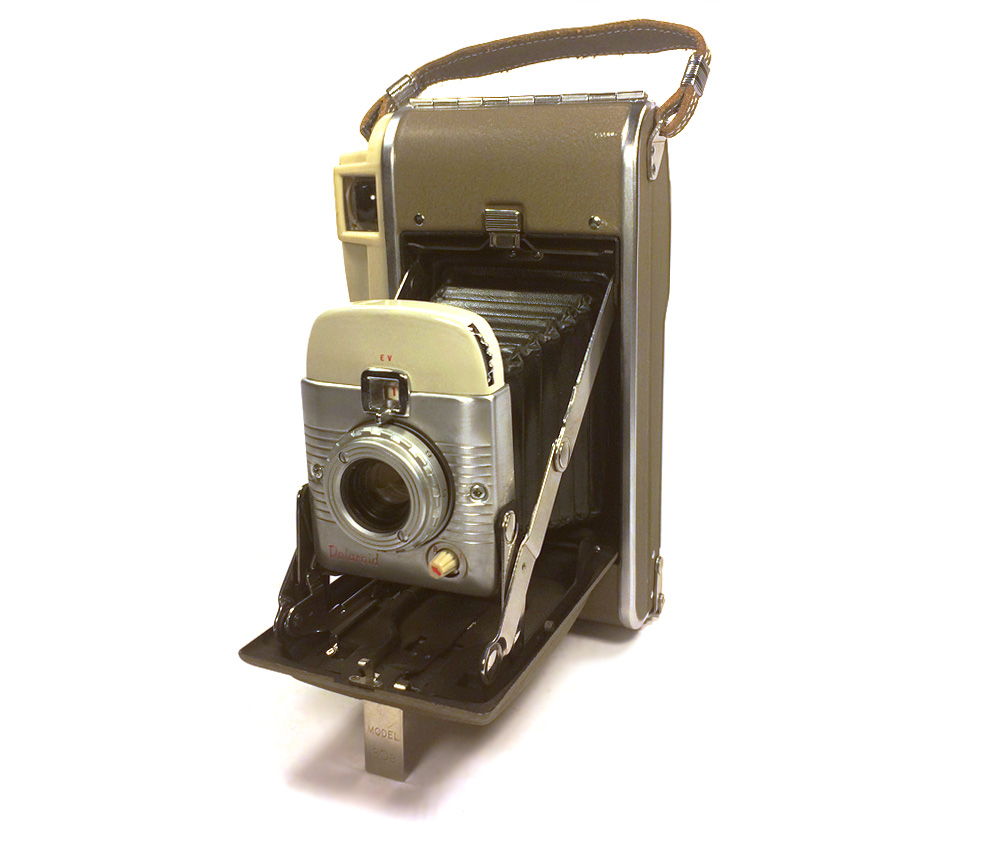
Egy Polaroid 80B Highlander kamera az 1950-es évekből
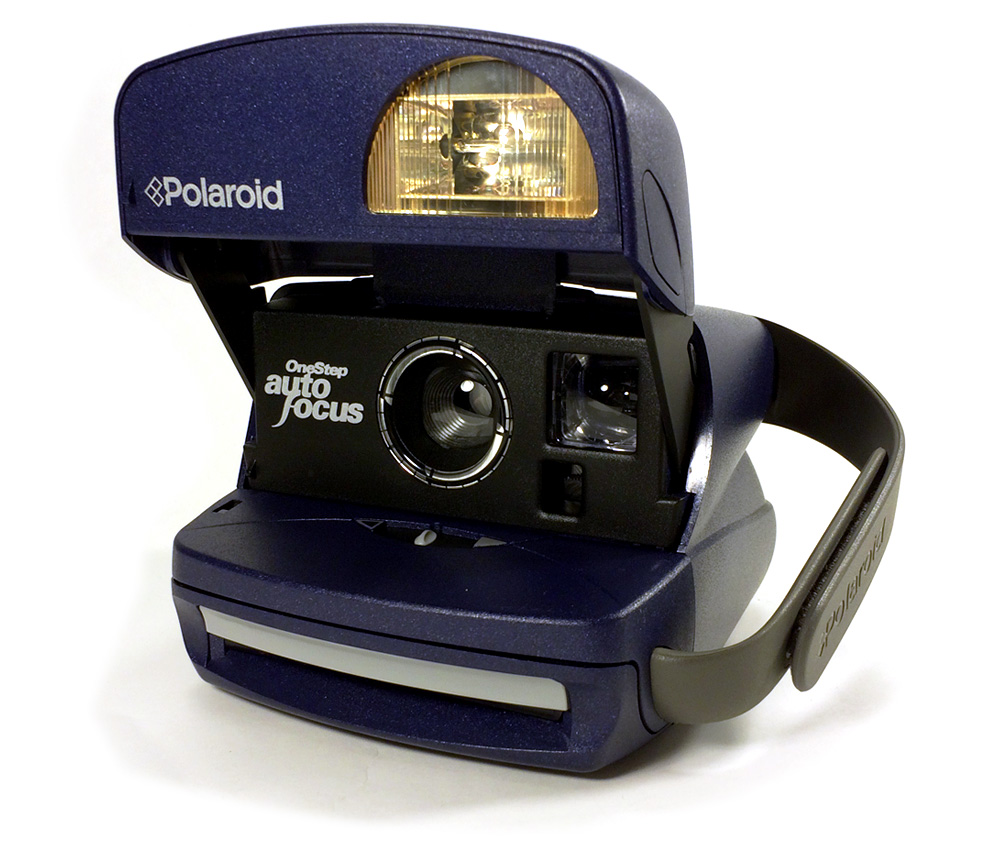
Polaroid OneStep Autofocus SE 1997 környékéről
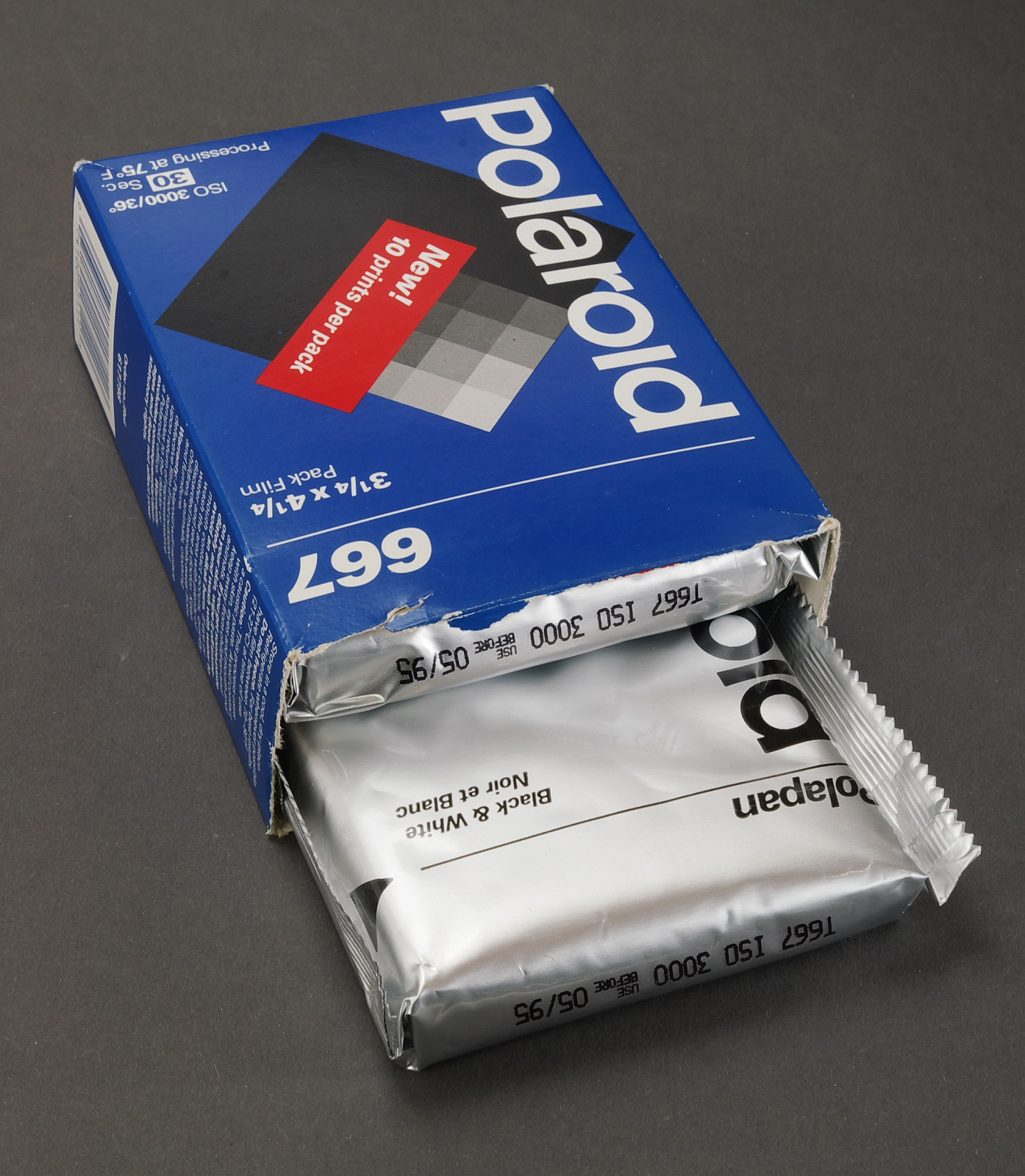
Egy doboz fekete-fehér film
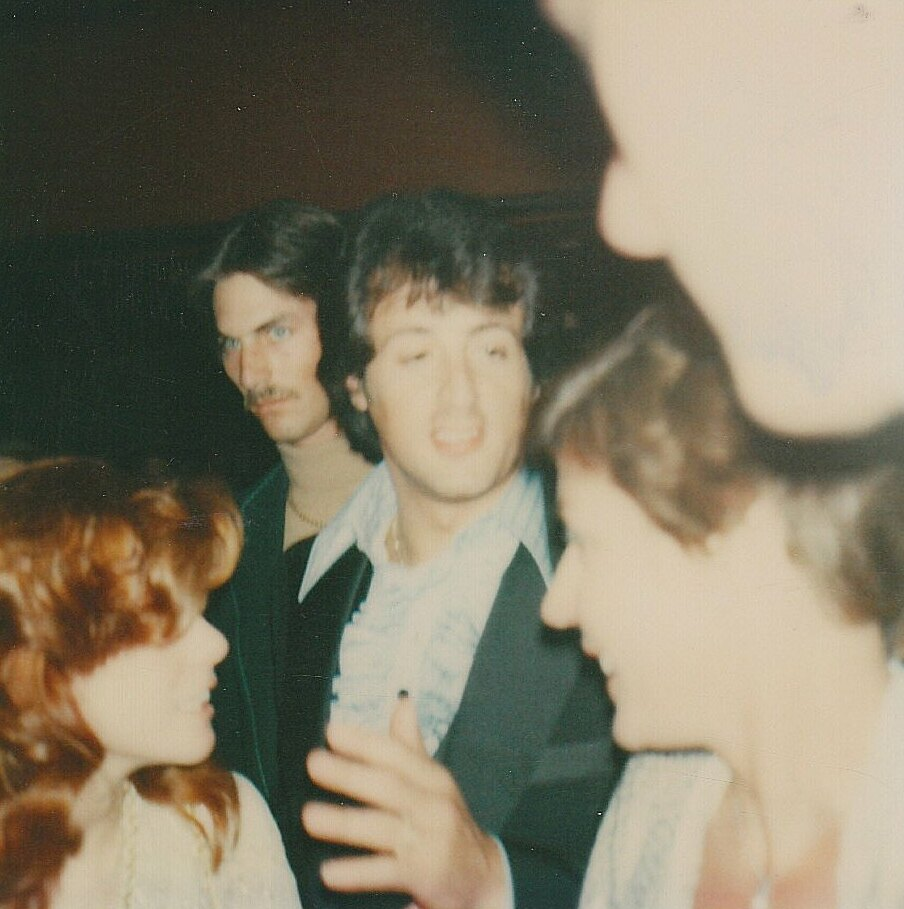
Sylvester Stallone egy jellegzetes Polaroid-képen